# Madeleine McCann-sagen
Madeleine McCann-sagen er en forsvindingssag som tog sit udgangspunkt torsdag den 3. maj 2007 da den tre år gamle britiske pige Madeleine McCann forsvandt fra en feriebolig i Praia da Luz i Algarve-regionen i det sydlige Portugal.
Sagen har vakt opsigt verden over, og kendte stjerner som David Beckham, Cristiano Ronaldo og J.K. Rowling er kommet med opfordringer til gerningsmændene om at lade Madeleine McCann komme tilbage til sin familie. Den britiske avis News of the World udlovede en dusør på 2,5 millioner pund, til den som bidrager med information, der fører til, at Madeleine McCann bliver fundet. I tillæg har flere forretningspersoner, andre aviser og også en kollega til Madeleine McCanns mor udlovet dusører. Tilmed skænkede Pave Benedikt 16. dem en audiens i Vatikanet.
Umiddelbart efter pigens forsvinden arbejdede det portugisiske politi ud fra en teori om, at hun er blevet kidnappet. Den 14. maj 2007 blev det kendt, at en brite (Robert Murat), som er bosat bare nogle få hundrede meter fra McCann-familiens bolig, var blevet mistænkt i sagen, og også en russer, som er en bekendt af briten, har været i politiets søgelys. Disse mistanker er dog blevet frafaldet.
Den 6. september 2007 tog sagen en drejning, da politiet valgte at mistænke først Madeleines mor, Kate McCann, som blev underlagt et 11 timer langt forhør med en mistænkts rettigheder – efterfølgende er også faren, Gerry McCann, blevet officielt mistænkt. Der spekuleres på om forældrene ved en fejltagelse skulle være kommet til at dræbe Madeleine, ved eksempelvis at give hende en for stor dosis sovemedicin.
Politiet har ifølge Gerry McCanns søster tilbudt Madeleines mor to års fængsel, hvis hun indrømmer, at hun bedøvede Madeleine, hvorefter denne døde.

## Efterforskning i Tyskland 2020-2022
I juni 2020 iværksatte anklagemyndigheden i den tyske by Braunschweig en undersøgelse vedrørende en mulig involvering af en 43-årig mand, der antages at have boet i en lånt VW-autocamper i Algarve på tidspunktet for McCanns forsvinden. Den mistænkte bil, en Jaguar XJR6, blev registreret som en ny ejer dagen efter, at Madeleine McCann forsvandt. Den mistænkte, der var 30 år gammel i 2007 er dømt for flere seksuelle lovovertrædelser, blandt andet voldtægt, og er kendt som pædofil.
I oktober 2021 rapporterede Daily Mirror at den tyske anklager Hans Christian Wolters var overbevist om at den pædofile Christian Brückner bortførte og myrdede barnet. Tyske anklagere håber at kunne rejse sigtelser i 2022.